# Linux Professional Institute
Il Linux Professional Institute fondato a Toronto, Canada nel 1999 come organizzazione internazionale no-profit, promuove e certifica le competenze necessarie all'uso di Linux e delle tecnologie Open source in ambito professionale, con un programma di esami indipendente dalla distribuzione, accessibile in quasi tutti i paesi del mondo e tradotto in molte lingue. Nel 2007 è stata superata la soglia di 170.000 esami sostenuti e 53.000 certificazioni riconosciute a livello internazionale.
Nel gennaio 2008, con l'ausilio di Linux Certification Institute si fonda l'LPI Italia, che diventa responsabile nazionale per il paese (Master Affiliate).

## I programmi di certificazione
- Junior Level Linux Professional (LPIC-1)

Per raggiungere questo livello di certificazione è necessario superare gli esami LPI 101 e LPI 102.
- Advanced Level Linux Professional (LPIC-2)

Per raggiungere questo livello di certificazione è necessario aver ottenuto LPIC-1 e superare gli esami LPI 201 e LPI 202.
- Senior Level Linux Professional (LPIC-3 “Core” and LPI Specialty)

Per raggiungere questo livello di certificazione è necessario aver ottenuto LPIC-2 e superare l'esame LPI 301. Successivamente gli esami sono dedicati alle singole specializzazioni.
- Ubuntu Certified Professional

Per raggiungere questo livello di certificazione è necessario aver ottenuto LPIC-1 e superare l'esame LPI 199.
- Linux Essentials

Per raggiungere questo livello di certificazione è necessario superare l'esame Linux Essentials (da giugno 2012).

## L'organizzazione
Il Linux Professional Institute è stato fondato nel 1999 da Chuck Mead, Dan York, Evan Leibovich, Tom Peters ed altri. Si è formalmente costituita come un'organizzazione no-profit canadese il 25 ottobre del 1999. La sede centrale è nello stato canadese dell'Ontario, presso Toronto.
Jim Lacey è il presidente e CEO. John Meaney è Area Operations Manager, EMEA. Daniele Cirio è Master Affiliate Manager per l'Italia.
LPI è anche un membro fondatore del Desktop Linux Consortium e membro della Linux Foundation.

## Come prepararsi all'esame
È possibile sostenere l'esame da privatista o prepararsi presso un Istituto di formazione.
LPI non fornisce materiale didattico proprio. Per i privatisti è possibile trovare sul sito una lista dei testi più utilizzati; in base al materiale didattico trovato sul sito italiano di LPI, in Italia molti centri di formazione utilizzano il testo "Amministrare GNU/Linux” di Simone Piccardi.
Coloro che preferiscono possono seguire un corso di formazione presso un Istituto di formazione (pubblico o privato) e/o rivolgersi al network LPI ATP Approved Training Partner. 
Il Programma ATP certifica i centri di formazione così da garantire che i corsi vengano svolti da personale Certificato e con materiale didattico adeguato agli obiettivi del corso.
In entrambi i casi per sostenere l'esame è necessario rivolgersi ai centri abilitati Pearson VUE e Thomson Prometric. È usuale, durante eventi particolari, convention e conferenze sostenere esami a prezzi ridotti rispetto al prezzo in prenotazione.

## Come partecipare ad LPI
La comunità LPI è composta da un gruppo di lavoro di professionisti che discutono e collaborano alla sviluppo degli esami, intervengono per proporre nuove domande (attraverso un form dedicato), correzioni e problemi, nuovi argomenti e nuovi percorsi formativi.
Questo gruppo lavora principalmente in lingua inglese, si coordina attraverso due Mailing-List: discuss (generica, 5-10 messaggi al giorno) ed examdev (specifica, 5-10 messaggi al mese) e utilizza il wiki come proprio strumento di documentazione statica.
Ciclicamente vengono predisposti questionari e altri strumenti di interazione collettiva utili a valutare l'importanza dei singoli argomenti all'interno delle singole certificazioni.
La partecipazione a questo gruppo è suggerita a professionisti con una certa esperienza di lavoro collaborativo, meglio se con specifiche competenze nell'ambito degli argomenti trattati.

## Altre certificazioni Linux
- Patente europea ECDL per software libero
- Red Hat Certification Program
- CompTIA